# Mořčákovití
Mořčákovití (Moronidae) jsou čeleď paprskoploutvých ryb.

## Systematika
Za popisnou autoritu mořčákovitých je pokládána dvojice amerických přírodovědců David Starr Jordan a Barton Warren Evermann (1896). Na základě tradiční systematiky spadali mořčákovití do sběrného řádu ostnoploutví (Perciformes), z pohledu fylogenetiky nepřirozené skupiny. Novější systematika, například podle článku Thacker & Near (2025), čeleď klasifikuje v rámci řádu bodloci (Acanthuriformes).
Mezi mořčákovité k roku 2025 patří pouze dva rody, dohromady čítající pouhých šest druhů:
- Dicentrarchus Gill, 1860 (= Labrax Cuvier in Cuvier & Valenciennes 1828);
- Morone Mitchill, 1814 (= Chrysoperca Fowler, 1907; Lepibema Rafinesque, 1820; Roccus Mitchill, 1814).

## Charakteristika

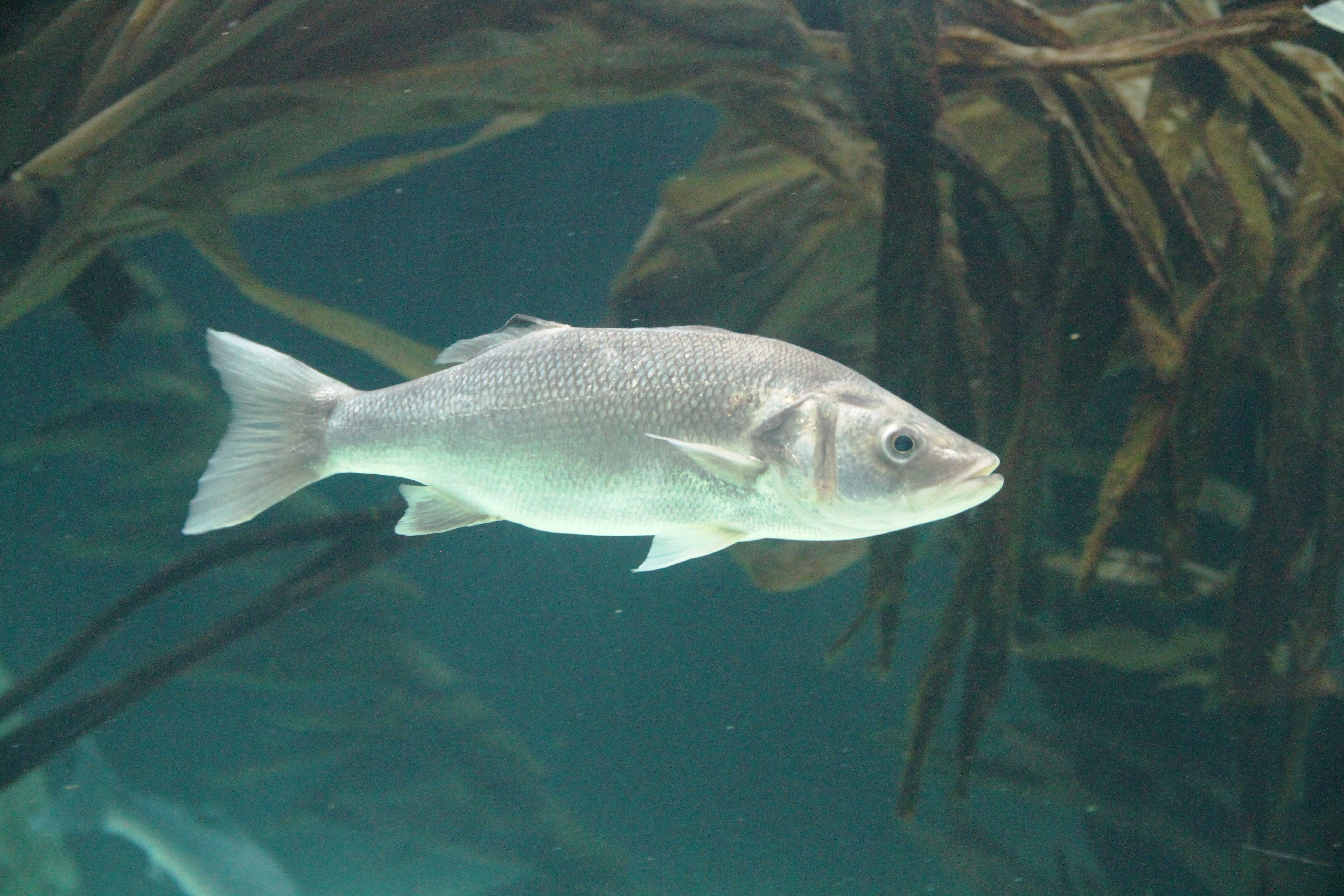
Mořčák evropský (Dicentrarchus labrax)

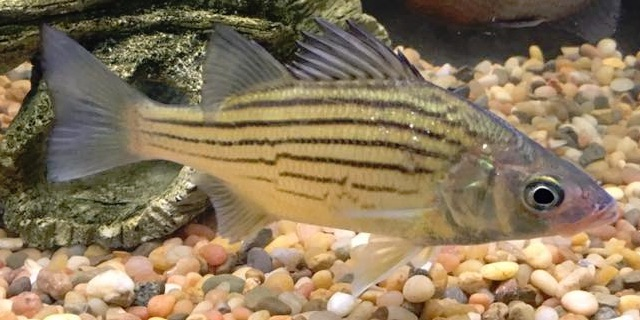
Mořčák mississippský (Morone mississippiensis)

Největším druhem mořčáka je mořčák pruhovaný (Morone saxatilis), s maximální zaznamenanou délkou až 200 cm a hmotností 57 kg. Délky až 100 cm dorůstá dále mořčák evropský (Dicentrarchus labrax), naproti tomu např. mořčák mississippský (Morone mississippiensis) měří jen do 36 cm. Mořčákovití se vyznačují zdvojenou hřbetní ploutví, kdy první nese 8–10 trnů a druhá 1 trn a 10–13 měkkých paprsků. Řitní ploutev nese 3 trny a 9–12 měkkých paprsků. Z dalších charakteristických rysů čeledi lze jmenovat 2 skřelové trny a postranní čáru zasahující až k ocasní ploutvi.
Mořčákovití se vyskytují v Evropě, severní Africe a Severní Americe (v povodí Atlantského oceánu, resp. Mexického zálivu) a žijí v brakických, sladkovodních i mořských pobřežních ekosystémech. Nepůvodně se vyskytují i v jiných oblastech, například mořčák pruhovaný u tichomořského pobřeží Severní Ameriky. Zmiňovaný druh je mezi mořčákovitými zřejmě nejvíce probádán, a to včetně jeho migračního chování mezi chladnějšími severními vodami v létě a teplejšími jižními vodami na podzim. Tření mořčáků se vyznačuje společnými pářicími rituály, jichž se účastní jediná samice a hlouček samců, přičemž jikry a mlíčí vypouštějí u hladiny. Co se týče potravních návyků, jde o dravé ryby živící se zejména korýši, přičemž dospělci loví i další druhy ryb.

## Využití
Mořčákovití jsou oblíbené sportovní i konzumní ryby. Mořčák evropský se prodává pod tržním jménem „mořský vlk“.